# Liu Shenggang
Liu Shenggang (15 de novembre de 1976) és un esportista xinès que va competir en judo, guanyador d'una medalla als Jocs Asiàtics de 2002, i quatre medalles al Campionat Asiàtic de Judo els anys 1995 i 1996.

## Palmarès internacional
| Jocs Asiàtics     | Jocs Asiàtics          | Jocs Asiàtics | Jocs Asiàtics |
| Any               | Lloc                   | Medalla       | Categoria     |
| ----------------- | ---------------------- | ------------- | ------------- |
| 2002              | Busan ( Corea del Sud) | 3             | Oberta        |
| Campionat Asiàtic |                        |               |               |
| Any               | Lloc                   | Medalla       | Categoria     |
| 1995              | Nova Delhi ( Índia)    | 3             | +95 kg        |
| 1995              | Nova Delhi ( Índia)    | 3             | Oberta        |
| 1996              | Ho Chi Minh ( Vietnam) | 1             | +95 kg        |
| 1996              | Ho Chi Minh ( Vietnam) | 2             | Oberta        |